# Sos Sznur
Sos Sznur (tyt. oryg. Sos the Rope) – pierwsza książka z cyklu Krąg Walki autorstwa Piersa Anthony’ego. Kolejne części tego cyklu to tomy Var Pałki i Neq Miecz.

## Fabuła
Fabuła ukazuje świat po atomowej zagładzie, w którym część społeczeństwa tworzy neo-barbarzyńskie plemiona. Wszystkie sporne sprawy są rozstrzygane poprzez walkę wewnątrz kręgu. Główny bohater po pokonaniu go przez Sola – Mistrza wszystkich broni – w zamian za prawo do imienia pomaga mu tworzyć imperium jednocząc kolejne plemiona. Kiedy udaje się w podróż, aby odzyskać imię, zdobywa imię Sos Sznur od broni, którą nauczył się władać.